# Kaschin-Klasse
Projekt 61, von der NATO als Kaschin-Klasse bezeichnet, ist eine Klasse von Lenkwaffenzerstörern der ehemals sowjetischen und heute russischen Marine, die zwischen 1959 und 1970 gebaut wurde.
Eine Weiterentwicklung dieser Klasse war die Kaschin-Mod-Klasse (Projekt 61MP), zu der ab 1971 fünf Schiffe der Kaschin-Klasse umgebaut, jedoch auch neue Einheiten auf Kiel gelegt wurden.

## Geschichte
Mit dem Beginn des Kalten Krieges und der damit verbundenen Entwicklung von neuen, äußerst effektiven Waffensystemen, begann in den 1950er-Jahren für die sowjetische Marine der Bedarf an Eskortschiffen, die diesen Gefahren entgegentreten konnten, stark anzusteigen. Benötigt wurden Schiffe, die sich vor allem gegen die neue Bedrohung durch Atom-U-Boote zur Wehr setzen konnten. Allerdings musste man sich nun auch gegen überschallschnelle Kampfflugzeuge und anfliegende Marschflugkörper verteidigen können. Mitte der 1950er gab die sowjetische Marine den Auftrag zur Entwicklung eines Schiffes, das in der Lage sein sollte, die eigenen Verbände vor solchen Angriffen zu schützen. Dies erforderte unter anderem hohe Geschwindigkeiten, um mit den Atom-U-Booten mithalten zu können, effektive Waffen, die auch in der Lage waren, solche Ziele schnell und effizient auszuschalten und Abwehrsysteme gegen anfliegende Flugzeuge und Marschflugkörper. Dies alles sollte in den Schiffen der Kaschin-Klasse vereint werden. Das erste Schiff der Klasse wurde 1964 in Dienst gestellt.

## Konstruktion

### Bewaffnung
Die Schiffe sind mit zwei Doppelstartern der Marineversion der Issajew S-125 Newa (NATO-Code: SA-3 Goa) ausgerüstet. Die Reichweite der Raketen beträgt etwa 0,1–10 km, mit der modernisierten Variante bis zu 25 km. Eine Besonderheit dieser Raketen ist auch, dass sie wahlweise gegen Luft- wie auch gegen Bodenziele eingesetzt werden können. Insgesamt stehen zwei Magazine mit je 16 Raketen zur Verfügung.
Die Schiffe verfügen des Weiteren über zwei Zwillingsgeschütze vom Typ AK-726 (76 mm). Die beiden Geschütze sind gut sichtbar am Bug und am Heck platziert. Sie verfügen über eine Maximalreichweite von 15,7 km und eine Kadenz von etwa 100 Schuss pro Minute.
Des Weiteren sind zwei zwölfrohrige RBU-6000 und zwei sechsrohrige RBU-1000 zur U-Boot-Abwehr installiert.
Die RBU-6000 verfügen über eine Reichweite von 6 km. Das Kaliber beträgt 213 mm, die Geschosse wiegen etwa 110 kg, der Sprengkopf hat ein Gewicht von 25 kg. Mit dem RBU-6000 können U-Boote in Tiefen von 10 bis 500 Metern bekämpft werden. Auf den Schiffen der Kaschin-Klasse sind für dieses System 192 Geschosse geladen. Die RBU-1000 verfügen über eine Reichweite von 1 km. Das Kaliber beträgt hier aber 300 mm und das Geschossgewicht 195 kg, der Sprengkopf hat ein Gewicht von 95 kg. Für dieses System werden auf der Kaschin-Klasse 48 Geschosse mitgeführt.
Zusätzlich sind für die U-Boot-Bekämpfung fünf Torpedorohre vom Kaliber 533 mm installiert.

### Abmessungen und Antrieb
Die Schiffe der Kaschin-Klasse sind 144 m lang, 15,8 m breit und haben einen Tiefgang von 4,8 m. Sie verdrängen bei diesen Maßen standardmäßig ca. 3440 t, voll ausgerüstet erreichen sie eine Verdrängung von ca. 4510 t. Die Schiffe der Kaschin-Klasse sind die ersten großen Kriegsschiffe, die mit Gasturbinen angetrieben wurden (COGAG-System). Die Turbinen haben eine Gesamtleistung von 72.000 PS und treiben das Schiff über zwei Wellen mit fixierten Schrauben an. Sie erreichen damit eine Maximalgeschwindigkeit von mehr als 33 Knoten. Bei 18 Knoten Fahrt beträgt die Reichweite der Schiffe 3.500 Seemeilen.

## Klassifizierung
Allgemein ist man sich bei der Klassifizierung der Kaschin-Klasse nicht ganz einig. Je nach Quelle werden sie als Lenkwaffenzerstörer klassifiziert, in anderen Quellen werden sie wiederum als Raketenfregatten (ASW-Schiffe) oder als ASW-Zerstörer klassifiziert. In der sowjetischen Marine galten sie offiziell als Eskortschiffe (SKR), dann als große ASW-Schiffe (BPK) oder als große Raketenschiffe (BRK). In den sonstigen Ländern werden sie heute standardmäßig als Lenkwaffenzerstörer klassifiziert.

## Einsatzbereitschaft

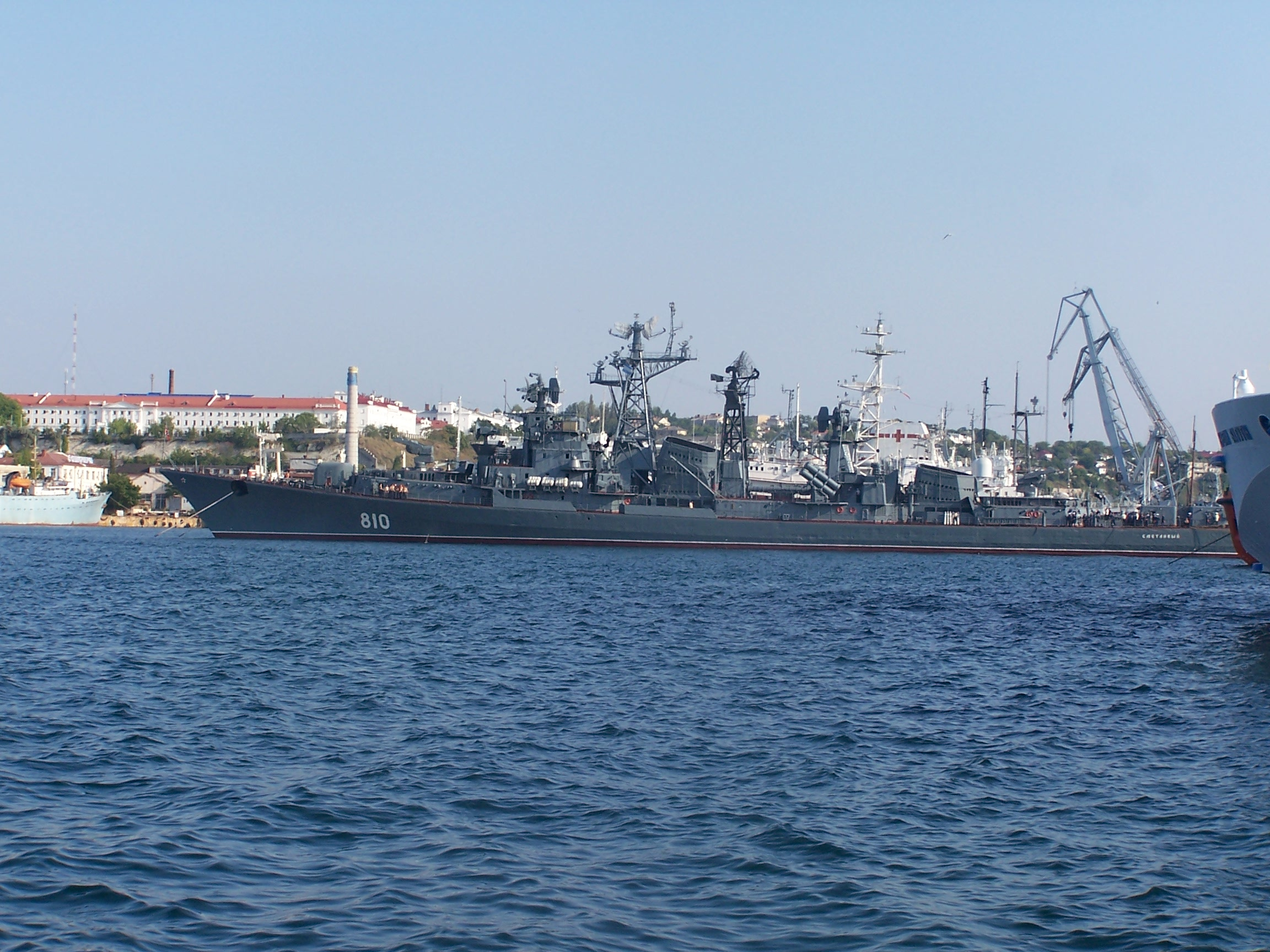
Zerstörer Smetliwy im Hafen von Sewastopol 2009

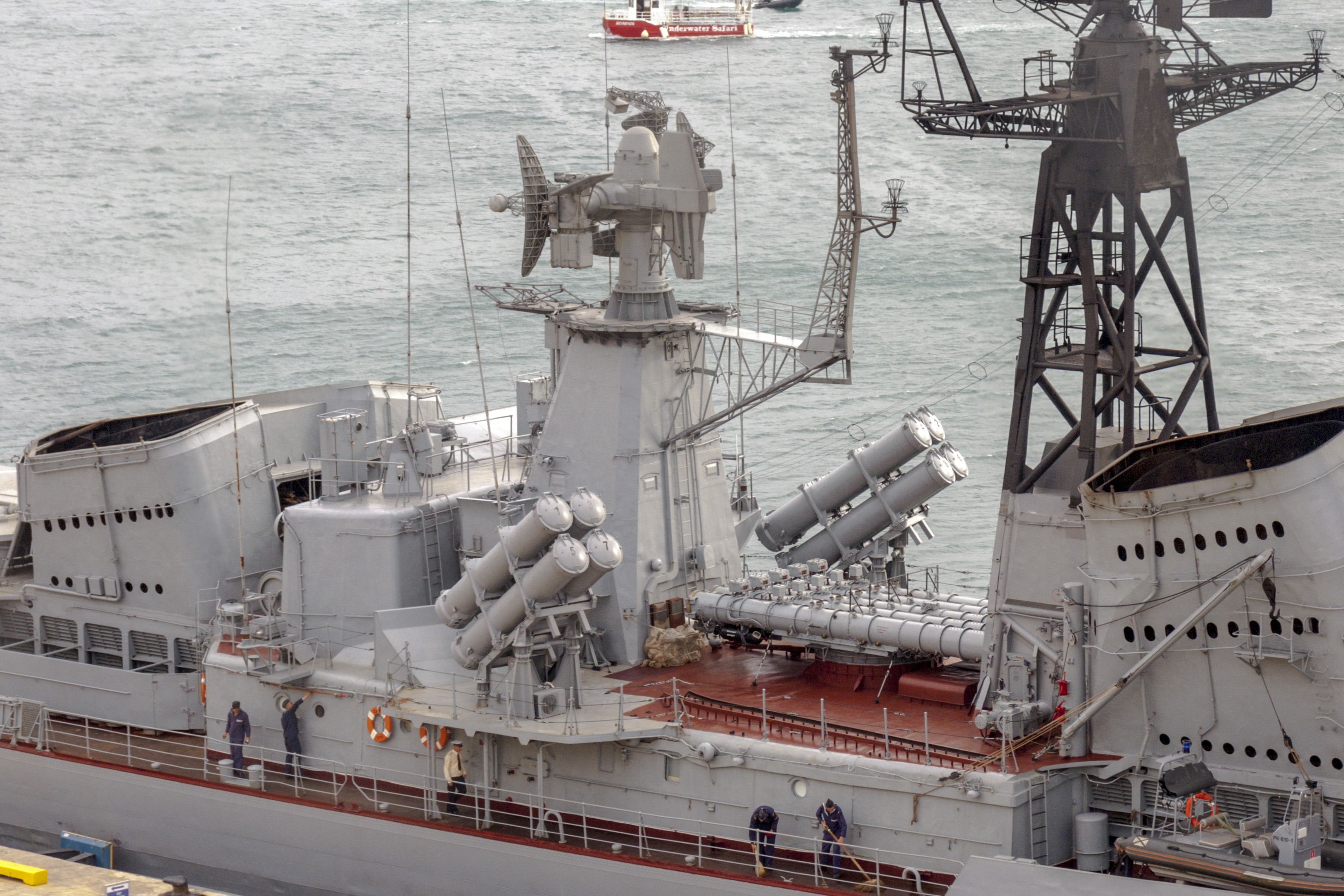
Detailaufnahme der Smetliwy im Hafen von Valletta 2013 mit zwei Ch-35 Vierfachstartern.

Von den 14 gebauten Schiffen der Kaschin-Klasse befindet sich zurzeit nur noch eines, die Smetliwy (russisch: Сметливый; dt.: Der Scharfsinnige), im aktiven Dienst. Sie gehört der russischen Schwarzmeerflotte an.
Von den elf gebauten Schiffen der modifizierten Kaschin-Klasse (Projekt 61MP; NATO-Code: Kashin-Mod) befinden sich noch fünf Schiffe im Dienst der indischen Marine. Bei diesen Schiffen handelt es sich aber wahrscheinlich um eine nochmals modifizierte Version (Projekt 61 ME), die ursprünglich wohl ebenfalls bei der sowjetischen Marine hätte in Dienst gestellt werden sollen. Sie wurden jedoch noch während des Baus an die indische Marine verkauft, wo sie als Rajput-Klasse bekannt sind.

## Zwischenfälle
Am 30. August 1974 um 8:55 Uhr stach die Otwaschny (russisch: Отважный; dt.: Der Kühne), welche in der Schwarzmeerflotte in Dienst war, von Sewastopol aus in See. Etwas mehr als eine Stunde später, um 9:58 Uhr, brach auf dem Schiff ein Feuer aus, das nur wenige Sekunden später zu einer Explosion führte, die 24 Mann (19 Matrosen und 5 Kadetten) das Leben kostete. Nach weiteren fünf Stunden und 49 Minuten, um 15:47 Uhr, sank das Schiff schließlich nach fehlgeschlagenen Löschversuchen.
Spätere Untersuchungen ergaben, dass wahrscheinlich eine Flugabwehrrakete vom Typ SA-N-1 für den Ausbruch des Feuers verantwortlich war. Zwei Zerstörer stießen kurz vor 13:00 Uhr dazu und versuchten, das brennende Schiff noch zu retten. Während die Mannschaften mit dem Löschen des Feuers beschäftigt waren, wurde das Schiff mit etwa 3 Knoten von einem der beiden Zerstörer abgeschleppt. Die Otwaschny geriet dabei zusehends mehr in Schräglage. Etwa um 14:30 Uhr gab es einen starken Wassereinbruch und 17 Minuten später ereignete sich eine weitere Explosion. Um 15:07 Uhr konnte die Schräglage des Schiffes, welche nunmehr auf 27° angestiegen war, einigermaßen stabilisiert werden. Um 15:12 Uhr wurden die Mannschaften aufgerufen, das sinkende Schiff zu verlassen. Um 15:35 Uhr begann der Zerstörer über das Heck zu sinken und um 15:47 Uhr war das gesamte Schiff untergegangen.

## Belege und Verweise